# Affaire de Fort-Crampel

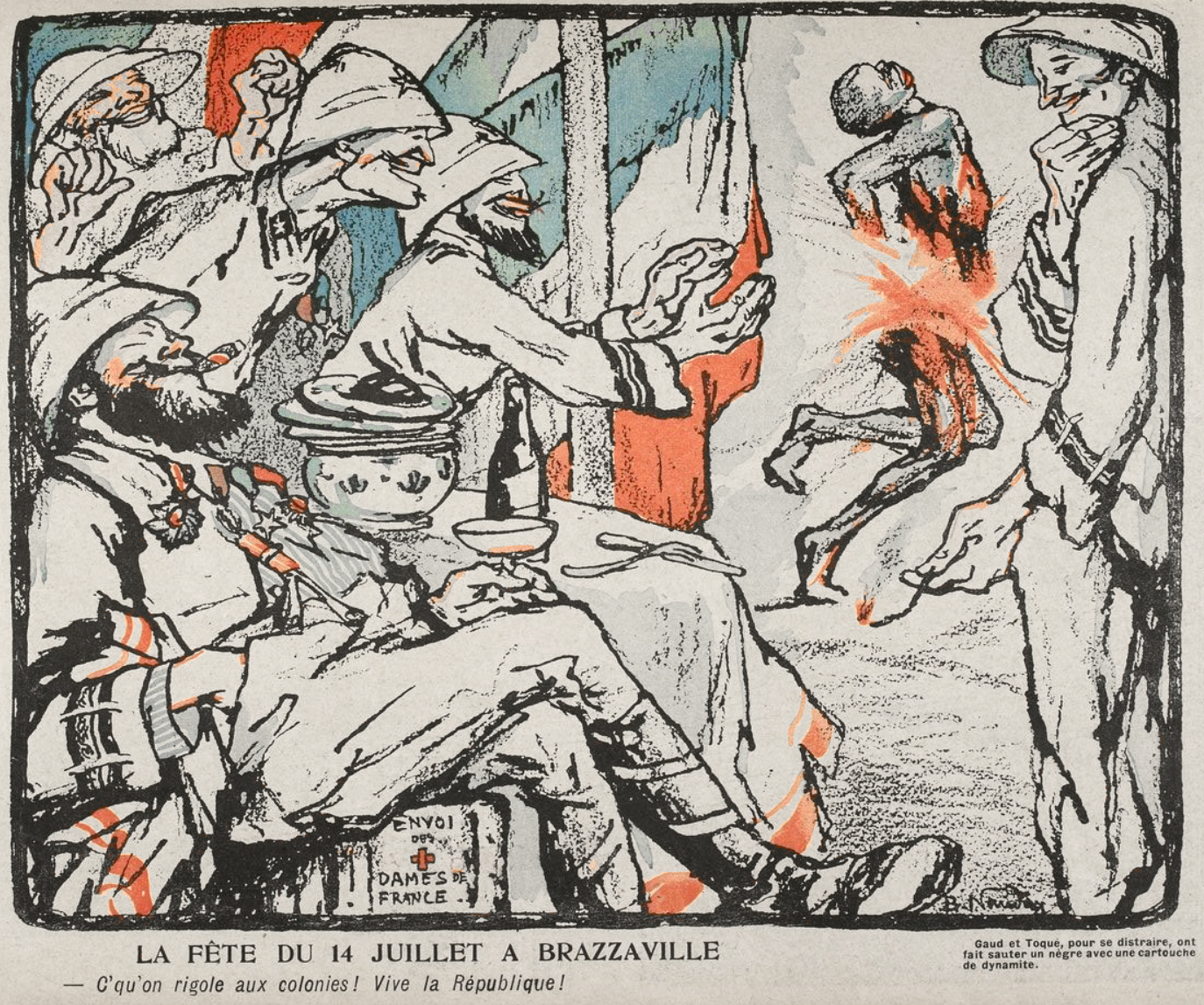
L’exécution à la dynamite, caricaturée par Bernard Naudin dans L’Assiette au beurre, 11 mars 1905.

L’affaire de Fort-Crampel ou affaire Gaud-Toqué est un scandale judiciaire qui éclata en France en 1905, après que deux fonctionnaires coloniaux furent accusés d’avoir exécuté sommairement un indigène avec une cartouche de dynamite, à Fort-Crampel, dans l’actuelle République centrafricaine : pour ce crime, ils furent condamnés chacun à cinq ans de prison ferme.

## Contexte

### Les fonctionnaires mis en cause

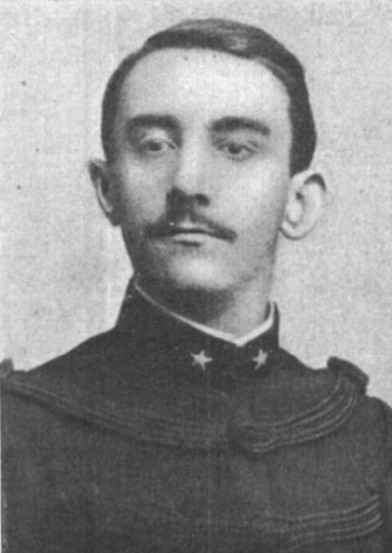
Georges Toqué

Georges Toqué est un fonctionnaire formé par l’École coloniale et âgé de 24 ans au moment des faits. En septembre 1901, il fut affecté au Haut-Chari en tant qu’administrateur colonial de 3e classe et il était le responsable du poste.

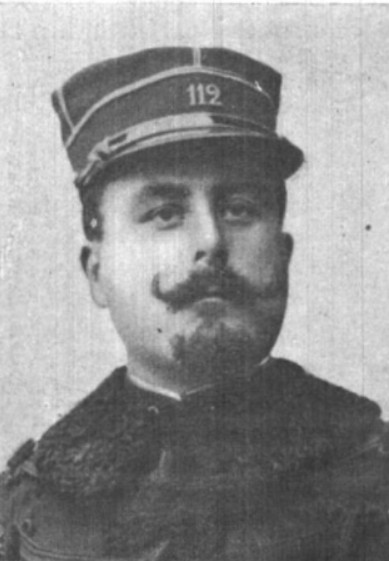
Fernand Gaud

Fernand Gaud, né en 1874, est un ancien étudiant en pharmacie originaire de Carpentras. Envoyé au Congo français dans le cadre de son service militaire en septembre 1900, il occupe divers postes à Bangui, Brazzaville, puis Fort-Crampel, où il est commis aux affaires indigènes de 1re classe. Gaud est réputé pour être autoritaire et violent, notamment auprès des autochtones, qui le surnomment niamagounda (« bête de brousse ») ; selon Gaud, ce sobriquet est un barbarisme en yakoma, qu’il a inventé pour traiter l’un ou l’autre de ses subordonnés indigènes de « sale bête ».

## L’exécution sommaire du14 juillet 1903
Le 14 juillet 1903, trois indigènes sont retenus prisonniers au poste de Fort-Crampel, dans un silo à grain servant de cellule provisoire. L'un d'eux, Pakpa, arrêté deux jours plus tôt, a travaillé comme guide pour Georges Toqué. À la suite d'un guet-apens, l'administrateur le soupçonne de trahison et ordonne à Fernand Gaud de le capturer et le fusiller. Après l'arrestation, Toqué fait enfermer Pakpa dans le silo en attendant son éventuelle exécution.
Gaud demande à son supérieur Toqué s’il doit libérer les prisonniers à l’occasion de la fête nationale française. Alité par une fièvre, Toqué ordonne de relâcher les deux premiers et, concernant Pakpa, dit simplement : « Faites-en ce que vous voudrez. »[réf. nécessaire] Gaud, pensant avoir l’aval de Toqué, décide d'exécuter l’indigène ; plutôt que de former un peloton d’exécution, il prend une cartouche de dynamite destinée à la pêche à l'explosif et, avec l’aide d’un garde régional, l'attache autour du cou du prisonnier puis le fait exploser.
Gaud rapporte ensuite l’exécution à Toqué, qui réprouve la méthode mais ne prononce aucune sanction à l'encontre de son subordonné.
Au procès, les accusés rappellent qu’ils ont déclaré avant cette action : « Ça a l’air idiot ; mais ça médusera les indigènes. Si après ça ils ne se tiennent pas tranquilles ! Le feu du Ciel est tombé sur le noir qui n’avait pas voulu faire amitié avec le blanc ».
À son procès, Fernand Gaud déclare qu’il voulait faire constater l’étrangeté de cette mort : « Ni trace de coup de fusil, ni trace de coup de sagaie : c’est par une sorte de miracle qu’est mort celui qui n’avait pas voulu faire amitié avec les blancs ».

## Procès
Le ministère des colonies décide que le procès de Gaud et Toqué doit se tenir à Brazzaville, afin de minimiser sa couverture médiatique ; le seul journaliste présent est Félicien Challaye, correspondant du Temps, qui accompagne Pierre Savorgnan de Brazza dans son enquête sur les crimes du Congo. L’audience s’ouvre le 21 août 1905.
Lors du procès, Gaud est apathique et se dit malade, tandis que Toqué se défend énergiquement, et dénonce ouvertement les conditions de la colonisation. Il admet avoir soumis des indigènes au travail forcé pour le portage ou la collecte de l’impôt, et avoir fait séquestrer leurs familles pour s’assurer de leur obéissance, ces mauvais traitements menant beaucoup d’indigènes à mourir de faim ou de maladie. Comme il n’y avait aucune institution judiciaire à Fort-Crampel, Toqué s’estimait autorisé à rendre une justice expéditive avec l’aval de ses supérieurs.
Les chefs d’accusations sont nombreux. Le tribunal ne considère sérieusement que les faits pour lesquels Gaud et Toqué se sont mutuellement accusés pendant l’instruction. Toqué rejette toute la responsabilité de l’exécution de Pakpa sur Gaud. Gaud a accusé Toqué d’avoir ordonné le meurtre du porteur Ndagara, précipité dans les chutes de la Nana (affluent du Gribingui) ; Toqué se défend en relevant les contradictions dans l’accusation et en affirmant que Ndagara aurait été assassiné par un garde régional agissant de son propre chef. Toqué est confondu par des correspondances échangées avec Gaud, où il évoque la mort de Ndagara sur le ton de la plaisanterie.
Le 26 août 1905, les deux prévenus sont condamnés à cinq ans de prison, bénéficiant de circonstances atténuantes. Fernand Gaud est reconnu coupable du meurtre sans préméditation de Pakpa, ainsi que de coups sur plusieurs indigènes ; Georges Toqué est reconnu complice du meurtre de Ndagara. Ces peines sont perçues comme très lourdes par les colons de Brazzaville, qui s’étonnent qu’on accorde tant de valeur à des indigènes.

## Enquête de Brazza
Le bruit de l’horreur des faits se propage jusqu’à Paris. Les chambres sont saisies, les interpellations se succèdent, les discussions s’avivent. La presse s’empare de ce scandale. Le Journal des débats lance l’idée de l’enquête administrative. La Commission est désignée ; elle est présidée par Pierre Savorgnan de Brazza. À ses côtés figurent Charles Hoarau-Desruisseaux, inspecteur général des colonies, Félicien Challaye, un jeune agrégé de philosophie qui représente le ministre de l’instruction publique, un membre du Cabinet des colonies et un délégué du ministre des affaires étrangères. Les chambres votent un crédit extraordinaire de 268 000 francs. Le 5 avril 1905, Brazza quitte Marseille. Le 29 avril, il est à Libreville et l’enquête commence.
Brazza découvre alors l’horreur au Congo et surtout en Oubangui-Chari. Le seul témoignage écrit disponible est celui de Félicien Challaye, accompagnant Brazza. Les exactions sont terribles : les femmes et les enfants sont enlevés et parqués dans des camps d’otages jusqu’à ce que le mari ou le père ait récolté assez de caoutchouc. À Bangui, les otages sont enfermés à la factorerie et employés à débroussailler le poste. Les hommes apportent le caoutchouc : la quantité semble insuffisante ; les otages ne sont pas libérés et emmenés à Bangui. Ce sont les femmes qui pagayent seules dans les pirogues. Quand elles s’interrompent, les auxiliaires Ndris et les gardes régionaux les frappent rudement.
À Bangui, dans une case longue de six mètres, sans autre ouverture que la porte, s'entassent les soixante-six otages ; la porte se ferme sur eux. Cette prison est comme une cave sans lumière, empestée par les respirations et par les déjections. Les douze premiers jours, il se produit vingt-cinq morts, les cadavres sont jetés dans la rivière. Un jeune docteur nouvellement arrivé entend des cris et des gémissements ; il fait ouvrir la case, proteste contre ce régime et exige la libération des malheureux. Il ne reste plus que vingt et un otages. Les survivants sont renvoyés dans leurs villages ; plusieurs sont si faibles, si malades, qu’ils meurent peu après leur libération. Une femme rentre dans sa famille, allaitant l’enfant d’une autre.
Au bord du chemin qui mène à Fort Crampel gît un squelette abandonné. Brazza ordonne qu’on enterre cet homme selon la coutume. À Fort Crampel, Brazza découvre un camp de concentration[réf. nécessaire] dans lequel sont entassés les otages. Brazza est effondré. La douleur morale s’ajoute à la maladie car il est pris de terribles diarrhées.
D’ailleurs, sous le fallacieux prétexte d’absence de crédits de déplacement et de logement disponible, Charles Hoarau-Desruisseaux n’est pas autorisé à venir conférer avec son chef de mission. Il est prié de l’attendre à Libreville.
Ce que Brazza va traduire dans son rapport no 148, du 21 août, en un résumé lapidaire : « J’ai déjà exprimé de sérieuses réserves. Je les confirme. Elles n’ont pas été motivées par la constatation d’un fait isolé. Au cours de mon voyage, j’ai acquis le sentiment très net que le Département n’a pas été tenu au courant de la situation réelle dans laquelle se trouvent les populations indigènes et des procédés employés à leur égard. Tout a été mis en œuvre lors de mon passage dans cette région pour m’empêcher d’en avoir connaissance. »
Le jeune universitaire Félicien Challaye est plus sévère encore. Il alimente le journal Le Temps de chroniques colorées et impitoyables. L’administration, gênée, feint d’ignorer Brazza. Émile Gentil, l’administrateur colonial au Congo, ne songe d’ailleurs qu’à rentrer pour se justifier. Le ministre le prie de rester pour encadrer Brazza. Il part finalement deux jours avant son illustre prédécesseur. Celui-ci, ayant amplement vu et entendu, décide de rentrer. Il se sent faiblir. Il est parti depuis cinq mois et sa mission ne devait pas, voyages inclus, dépasser six mois.
Alors commence la dernière et la plus pénible étape. Ayant refusé le tipoye (chaise à porteurs africaine) préparé à son intention, c’est debout et appuyé au bras de Thérèse, que Brazza quitte la cité éponyme ; il se rend à pas maladroits vers le « beach », embarcadère du bateau conduisant à l’autre rive de l’immense Congo, à Léopoldville. L’escale de Libreville est pénible, la fièvre ne le quitte pas. À chaque halte, il a hésité à se rendre à l’hôpital ; cette fois il n’y a plus d’autre solution. Il débarque donc, après avoir fait à l’inspecteur général Charles Hoarau-Desruisseaux les plus expresses recommandations afin de sauver « son » Congo et la France de la honte.
Veillé par sa femme et par le capitaine Mangin, l’illustre malade s’épuise dans un petit lit de fer. Les médecins savent leur impuissance. La photographie du petit Jacques, son enfant mort deux ans auparavant à l’âge de 5 ans, est, à sa demande, placée sur la table de nuit ; il meurt vers six heures du soir, le 14 septembre 1905, après avoir reçu l’extrême-onction.
Le général de Gaulle, qui n’ignorait rien de toute cette tragédie, avait une immense estime, doublée d’une grande tendresse pour la dimension profondément évangélique de Pierre Savorgnan de Brazza. À la libération de la France en 1944, l’un des premiers gestes qu’il fit est de réévaluer de façon importante la pension que la France allouait à la famille de Brazza. Cette pension, en effet, n’avait pas été revue depuis 1905 et la famille vivait à Alger dans un grand dénuement. Deux grands Français seulement eurent droit à une pension à vie[réf. nécessaire] pour eux et leurs descendants directs : Louis Pasteur et Brazza.